# Вихід Дракона
«Вихід Дракона» (іноді «Острів дракона») (англ. Enter the Dragon — буквально: Стань Драконом) — гонконгсько-американський фільм з Брюсом Лі в головній ролі; останній з фільмів, у яких знявся легендарний актор. На зйомках цього фільму оператори були змушені користуватися спеціальною апаратурою, тому що звичайні кінокамери не встигали зафіксувати блискавичний удар.
Події відбуваються на острові, де шаолінський монах-зрадник відкрив школу бойових мистецтв, під прикриттям якої діє наркобізнес. У його цитадель проникає майстер бойових мистецтв Лі та стає учасником жорстокого турніру, щоб покарати Хана.

## Сюжет
Майстер шаолінських бойових мистецтв Лі спостерігає за двобоєм і потім відповідає на запитання вчителя. Той задоволений відповідями Лі й зізнається, що один учень зганьбив монастир Шаолінь. Це Хан, який згуртував навколо себе злочинців і користується таємницями монахів для здобуття влади й збагачення. Вчитель доручає Лі покарати Хана.
Незабаром Лі отримує від британського агента Брайтвейта запрошення на турнір, що проводиться Ханом на острові кожні три роки. Агент розповідає — на острові під виглядом школи бойових мистецтв діє лігво наркоторгівців. Імовірно, що Хан також підсаджує на наркотики молодих жінок і потім продає їх як секс-рабинь. Влада не може законно заарештувати Хана, а послана туди шпигунка Мей Лін зникла. Тому саме Лі як найздібніший боєць повинен розвідати що відбувається на острові та знайти докази злочинів. Батько розкриває Лі, що кілька років тому охоронець Хана, О'Гарра, намагався зґвалтувати його сестру, і вона вчинила самогубство. Захищаючи її, батько лишив на обличчі О'Гарри шрам.
На джонці Лі вирушає до острова. З ним пливуть і інші бійці: один з них — американець Ропер, бере участь в турнірі, щоб виграти приз, за який виплатить борг бандитам. Інший — афроамериканець Вільямс, намагається сховатися на острові після бійки з двома поліцейськими-расистами в Лос-Анджелесі. Після прибуття гостей запрошують на пишний бенкет. Увечері Хан пропонує учасникам турніру повій. Лі просить викликати до себе Мей Лін і розмовляє з нею.
Наступного ранку відбуваються перші двобої. Ропер і Вільямс перемагають своїх опонентів в боях і, роблячи ставки, виграють гроші. Вночі Лі вирушає оглянути острів і знаходить прихований вхід на підземну базу. Там він стикається з охоронцями, нокаутує їх і повертається невпізнаним до своєї кімнати. В цей час Вільямс виходить на прогулянку і помічає Лі.
Хан збирає всіх бійців зранку та оголошує, що хтось «шукав розваг» уночі. Хан наказує своєму тілоохоронцеві Боло поламати хребет охоронцям, які пропустили непроханого гостя. Потім Лі викликають на його перший поєдинок, його опонентом стає О'Гара. Лі перемагає його точними ударами, той порушує правила і намагається зарізати Лі розбитою пляшкою. Лі нокаутує і вбиває О'Гару. Хан, незадоволений цим, перериває турнір до кінця дня.
Хан викликає Вільямса у свій кабінет і звинувачує його в нападі на охорону. Той заперечує звинувачення, але не видає Лі й погоджується покинути острів. Хан наказує охоронцям убити його, а коли вони не справляються, особисто вбиває Вільямса в поєдинку. Потім Хан запрошує Ропера оглянути палац. Він показує, що зробив своїх дочок охоронницями, після чого пропонує Роперу стати своїм представником в США й показує базу, де виготовляється опіум, а викрадені люди перебувають у трудовому рабстві. Ропер здогадується, що мета турніру в тому й полягала, щоб завербувати спільників. Хан демонструє йому труп Вільямса, натякаючи, що вб'є Ропера в разі відмови.
Наступної ночі Лі проникає на підземну базу, де виявляє викрадених жінок. Лі вдається налякати працівників, підкинувши змію, а в час їхньої відсутності передати по радіо повідомлення Брайтвейту. Однак, випадково він вмикає сигналізацію, що привертає увагу охорони. Лі перемагає охоронців, але врешті потрапляє в глухий кут. Хан вражений його здібностями, але розуміє, що Лі не стане йому служити, тому вирішує вбити під час наступного бою на турнірі.
Вранці Хан наказує Роперу битися з Лі, але американець відмовляється. Тоді Хан виставляє проти Ропера Боло, озброєного ножем. Попри перевагу суперника, Ропер перемагає Боло, і розлючений Хан наказує всій своїй охороні вбити його та Лі. Обоє відбиваються від людей Хана, тим часом Мей Лін випускає всіх в'язнів, які стають на бік Лі та Ропера.
Хан намагається втекти з острова, але Лі переслідує його. Хану лишається вступити у двобій з Лі, він користується протезом руки, озброєним лезами, ранить Лі, але зазнає поразки й ховається у дзеркальній залі. Ховаючись серед власних відображень, Хана вдаряє Лі ножем у спину. Згадавши настанову вчителя «розбивати ілюзії», Лі розбиває дзеркала, знаходить справжнього Хана і вбиває його, пронизавши списом. Повернувшись на поверхню, він бачить, що Ропер і ув'язнені змогли подолати охорону. В цей час на острів приземляються вертольоти з підкріпленням, присланим Брайтвейтом.

## У ролях

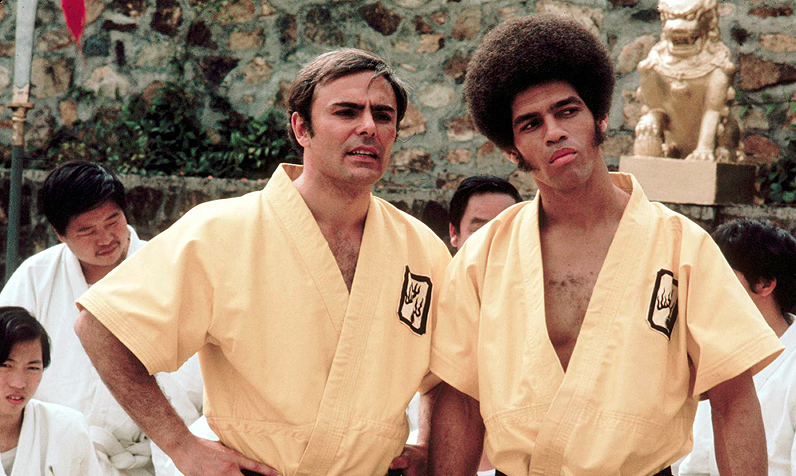
Джон Саксон і Джим Келлі

- Брюс Лі — Лі
- Джон Саксон — Ропер
- К'єн Ші — Хан
- Ана Капрі — Таня, секретарка Хана
- Анджела Мао — Су Лін, сестра Лі
- Джим Келлі — Вільямс
- Роберт Вол — О'Гарра
- Боло Єнг — Боло
- Бетті Чанг — Мей Лін
- Джеффрі Вікс — Брайтвейт
- Марлін Кларк — секретарка Ропера
- Джекі Чан — охоронець Хана (в титрах не вказаний)

## Вплив

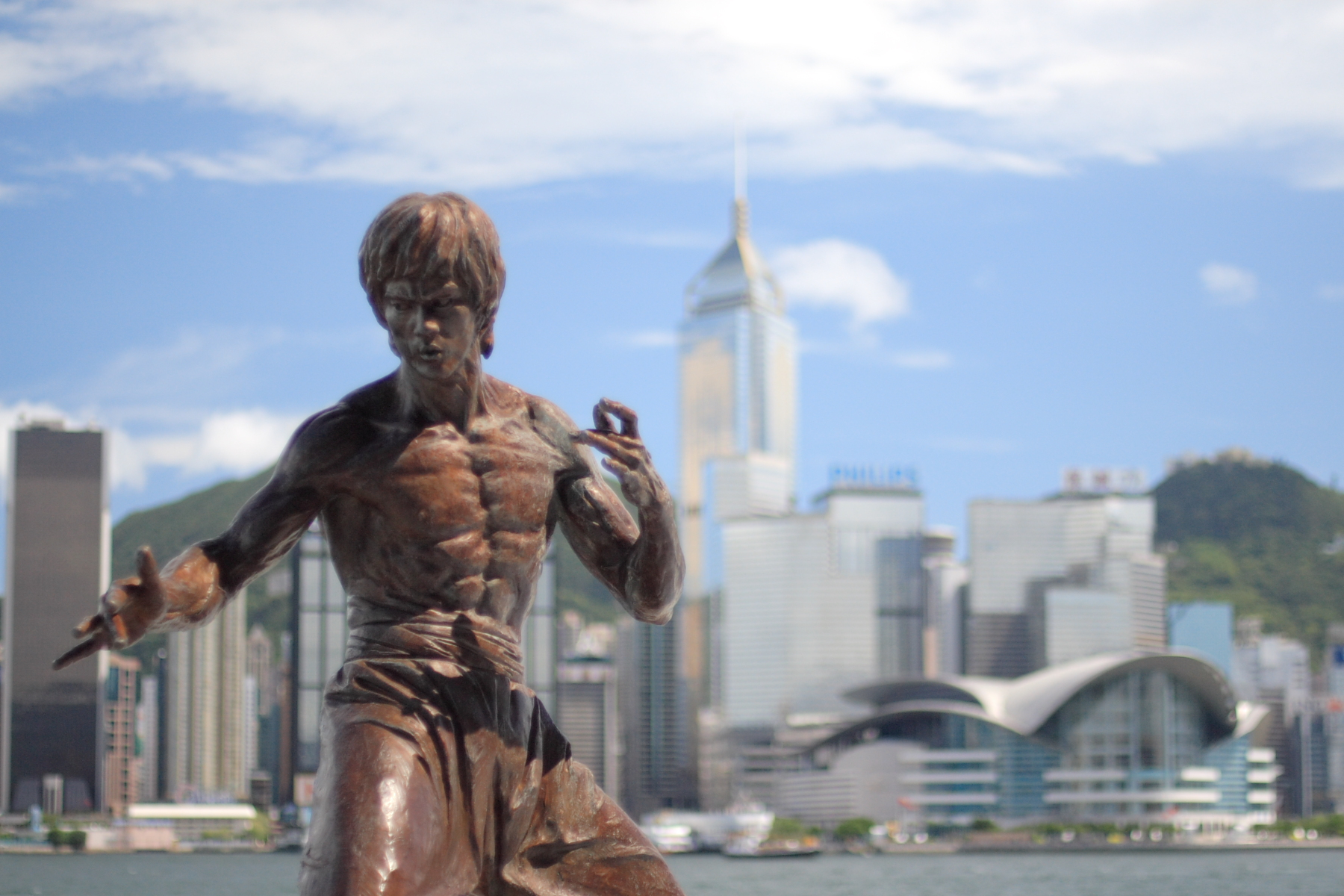
Статуя Брюса Лі у Гонконзі

Після показу «Виходу Дракона» американські кінотеатри почали імпортувати багато азійських фільмів про бойові мистецтва, а потім дублювали їх англійською для американської аудиторії. Оскільки американські глядачі були захоплені Брюсом Лі та бойовими мистецтвами, «Вихід Дракона» проклав шлях для наступної популярності фільмів-бойовиків, включаючи фільми з Джекі Чаном, Чаком Норрісом і Жаном Клодом Ван Даммом.
«Вихід Дракона» став найуспішнішим шпигунським фільмом свого часу після фільмів про Джеймса Бонда. За 1973 рік він зібрав $90 млн при кошторисі $850 тис. Загальні ж прибутки фільму ($350 млн) перевищували прибутки кожного фільму «Бондіани» аж до «Золотого ока» (1995). Дослідник кіно Скотт Мендельсон писав у 2020 році, що якби Брюс Лі не загинув, то «Вихід Дракона» мав усі шанси отримати продовження та скласти серйозну конкуренцію «Бондіані».
«Виходом Дракона» натхненна манга «Dragon Ball» (1984) Акіри Торіями.
Фільм вплинув на розробку таких відеоігор, як Nekketsu Kōha Kunio-kun (1986) і її духовну послідовницю Double Dragon (1987). В її продовженні Double Dragon II: The Revenge (1988) є бійці Боло та О'Гара, як у фільмі.
Суттєвий вплив «Вихід Дракона» здійснив на гру Street Fighter (1987). З фільму черпали натхнення творці гри Mortal Kombat (1992). Зокрема, зав'язка сюжету про турнір на острові, наслідує «Вихід Дракона». При цьому Street Fighter і Mortal Kombat позиціонуються як протилежні за стилістикою: перша більш коміксова, з чіткішою межею добра та зла, тоді як друга акцентується на реалістичній графіці та неоднозначних персонажах.

## Цікаві факти
- В фільмі виступили каскадерами та зіграли коротку роль молоді й маловідомі ще тоді актори Джекі Чан і Саммо Хунг.
- Це був передостанній фільм з Брюсом Лі й останній фільм, де Брюс знявся до кінця.